# Robert Swift
Pour les articles homonymes, voir Swift.
Robert Swift est un joueur de basket-ball américain né le 3 décembre 1985 à Bakersfield en Californie ayant évolué en NBA et également au Japon à Tokyo Apache. Le club a dû mettre fin à ses activités après le passage du tsunami.

## Biographie
Après avoir évolué en NBA au sein des Supersonics de Seattle et du Thunder d'Oklahoma City, en qualité de pivot, il a évolué sous contrat avec le Bakersfield Jam en D-League durant la saison 2009-2010, mais a quitté l'équipe prématurément après 2 matchs pour des raisons personnelles. Le 17 août 2010, il s'engage avec le club de Tokyo Apache.